# Dirphya buttneri
Dirphya buttneri är en skalbaggsart. Dirphya buttneri ingår i släktet Dirphya och familjen långhorningar.

## Underarter
Arten delas in i följande underarter:
- D. b. buttneri
- D. b. seminigrofemoralis